# 허파 경색증
허파 경색증(영어: lung infarction 또는 pulmonary infarction, 폐 경색증) 또는 폐경색(肺梗塞)은 폐 색전증에 의해 폐색된 부분의 혈류가 멈추면서, 폐 일부의 혈류가 괴사 상태로 빠지는 증상이다. 폐충혈, 폐에 생기는 염증, 폐에 산소가 적게 들어오거나 완전히 차단될시 폐경색증이 생긴다. 또는 흉막낭에 과도한 액체가 들어갈시 흉막낭이 팽창하면서 폐를 부풀리기 힘들어지는데 통증이 왔다는 것은 흉막낭에도 문제가 생겼을 확률이 가장 높다.
보통 폐 깊숙한 곳에 폐경색증이 생길 경우, 통증을 유발하진 않는다. 그러나 바깥까지 경색이 확대되면 통증이 유발된다. 통증은 갈비뼈, 어깨, 목에 올수도 있으며 횡격막 근처처럼 아랫부분이 아플 수도 있다. 통증은 숨을 들이쉴때 가장 고통스러워진다.
증상은 객혈, 기침, 발열, 호흡곤란, 맥박수 증가, 늑막 마찰감, 미약한 숨소리와 흉부 타진시 들리는 둔탁한 소리등이 일어난다.
보통 폐경색증은 2~3일가량 경과하면 낫지만, 그 안에 치료되지 않을 경우 2~3주가량 지속될 가능성이 높다.

## 같이 보기
- 폐 색전증(pulmonary embolism)